# جرگه اسپارتاکوس
جرگه اسپارتاکوس یا اتحادیه اسپارتاکیست (آلمانی: Spartakusbund) نام گروهی مارکسیست انقلابی بوده که در حین جنگ جهانی اول در آلمان فعالیت می‌کرده‌است.
نام این جرگه، برگرفته از نام اسپارتاکوس، رهبر سومین جنگ بردگان در دوران امپراتوری روم است. مشهورترین بنیانگذاران این جرگه رزا لوکزامبورگ، کارل لیبکنشت و کلارا زتکین هستند. این جرگه در سال ۱۹۱۹ میلادی با تغییر نام خود به حزب کمونیست آلمان به کمینترن پیوسته و برای استقرار یک دولت سوسیالیستی در آلمان فعالیت می‌کرده‌است. از دیگر اعصای معروف جرگهٔ اسپارتاکوس می‌توان به فرانتس مرینگ، ویلهلم پیک، گئورگه گروس و آگوست تالهایمر اشاره کرد.

## سرنوشت
در ژانویه ۱۹۱۹، جرگهٔ اسپارتاکوس در همکاری با دیگر گروه‌های سوسیالیست آلمانی، تظاهراتی گسترده موسوم به خیزش اسپارتاکیست‌ها را با هدف بی‌ثبات‌سازی جمهوری وایمار ترتیب دادند. فردریش ابرت، صدر اعظم آلمان با همکاری گروه شبه‌نظامی فرای کورپس موفق شد این ناآرامی‌ها را مهار کند. رزا لوکزامبورگ و کارل لیبکنشت در این شورش‌ها دستگیر شده و در طول بازداشت کشته شدند.